# نريشم (حومة دامغان)
نریشم (بالفارسية: نریشم) هي مستوطنة تقع في إيران في منطقة مركزية ريفية.